# Casa real incaica
La Casa real incaica, denominada también Ayllu Real o Familia Imperial Incaica, de los emperadores Sapa Incas Huayna Cápac y Túpac Yupanqui. Es necesario aclarar que la denominación panaka se daba a las familias de los reyes-sacerdotes antiguos incas, pertenecientes a la dinastía Hurin Cusco, en tanto la denominación de Ayllu Real corresponde a la dinastía Hanan Cusco, según asegura el investigador Donato Amado. En consecuencia el más elevado rango de la nobleza inca pertenece al aillu real del Inca Huayna Cápac, cuya casa fue la última en gobernar hasta y durante la conquista hispana. Pasados unos años y después del primer choque cultural-militar con los castellanos, luego de su derrota fue respetada por parte de la Corona Española, y conservada en la ciudad del Cusco, bajo un régimen jurídico de excepción, por lo simbólico de su representación. Sin embargo, en la época republicana peruana sufrieron la usurpación de sus bienes, invalidación de sus títulos, y otras reformas que disminuyeron su poder político y aniquilaron su fortuna económica. Los descendientes de su mayorazgo o rama medular se pueden rastrear hasta nuestros días en la ciudad del Cusco, antigua capital del imperio de los incas, llamado Tahuantinsuyo o «Imperio de las Cuatro Regiones».

## Descendencia del inca Túpac Yupanqui

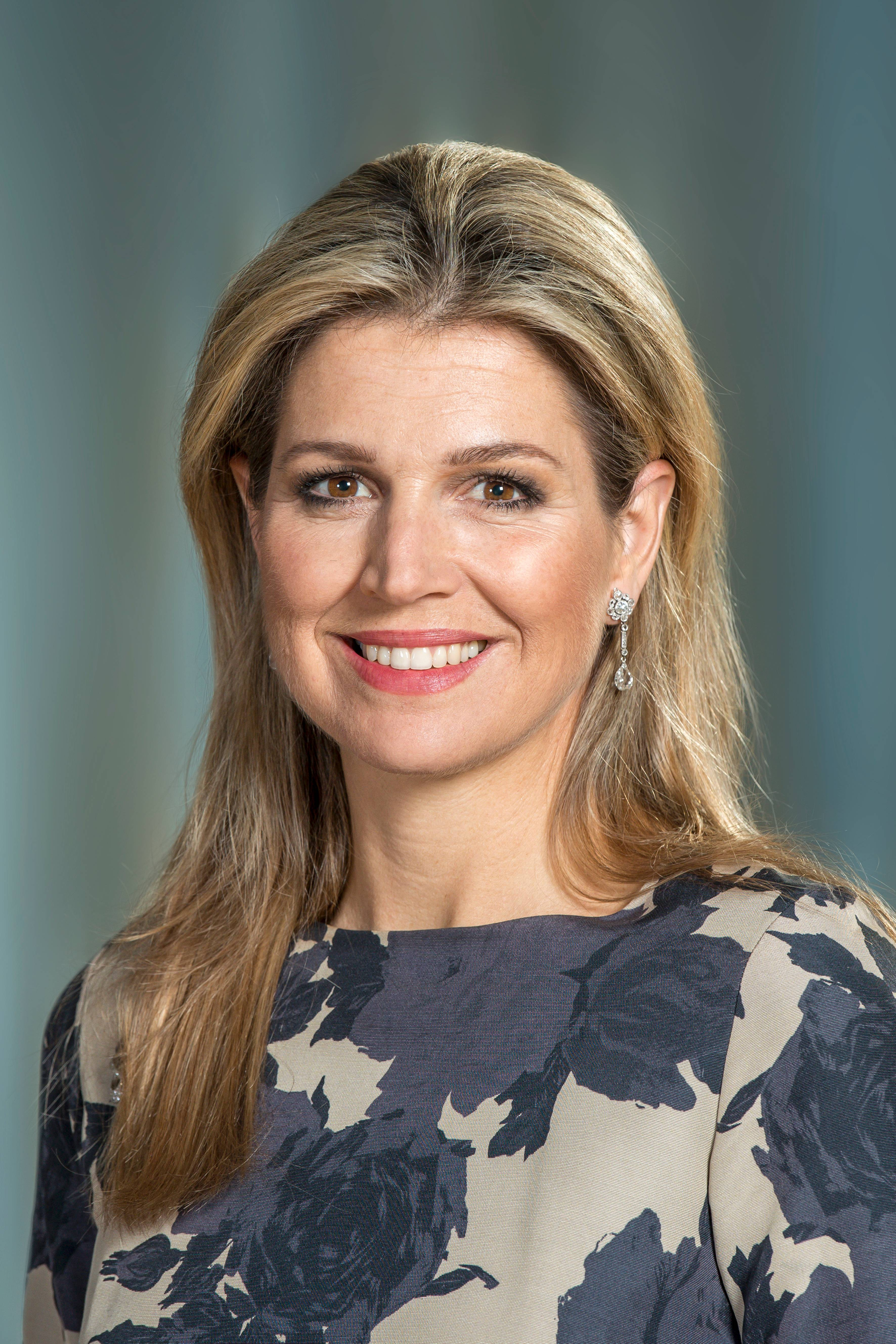
Máxima Zorreguieta, Reina consorte de los Países Bajos, descendiente de la ñusta Catalina Páucar Ocllo, quien perteneció al linaje del inca Túpac Yupanqui

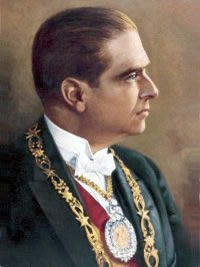
Hernando Siles, Presidente de Bolivia entre 1926 y 1930. Padre del también presidente Hernán Siles Zuazo

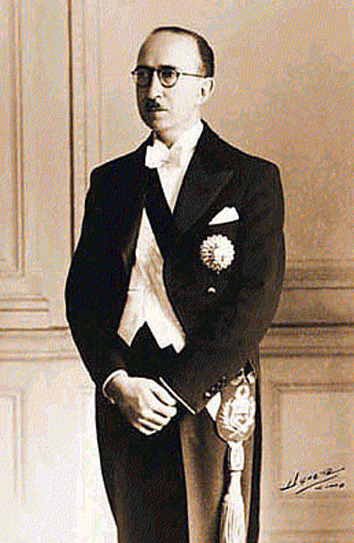
José Luis Bustamante y Rivero, Presidente Constitucional del Perú de 1945 a 1948 y presidente de la Corte Internacional de Justicia entre 1967 y 1969

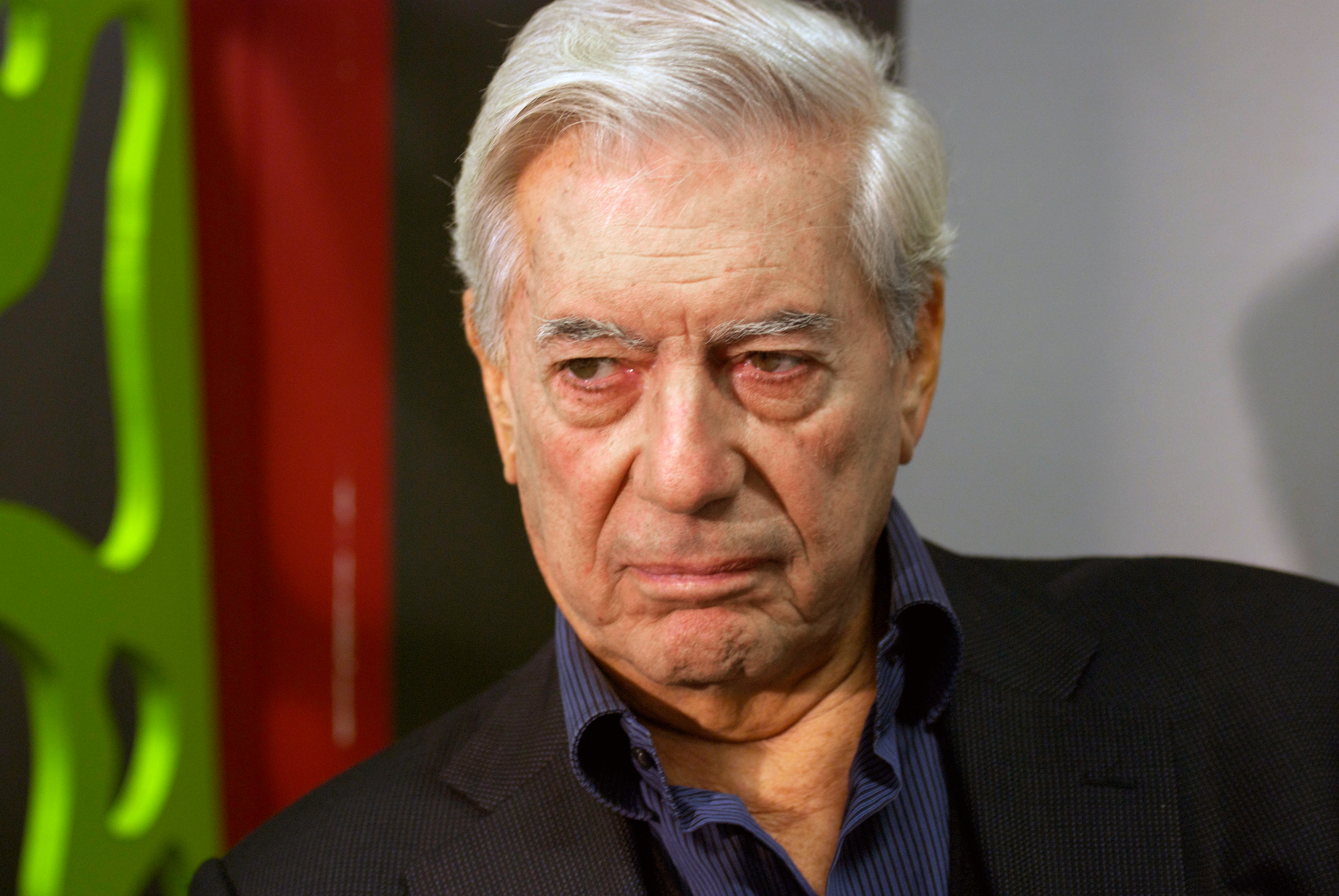
Mario Vargas Llosa, Marqués de Vargas Llosa, novelista y ensayista peruano español. Premio Nobel de Literatura en 2010

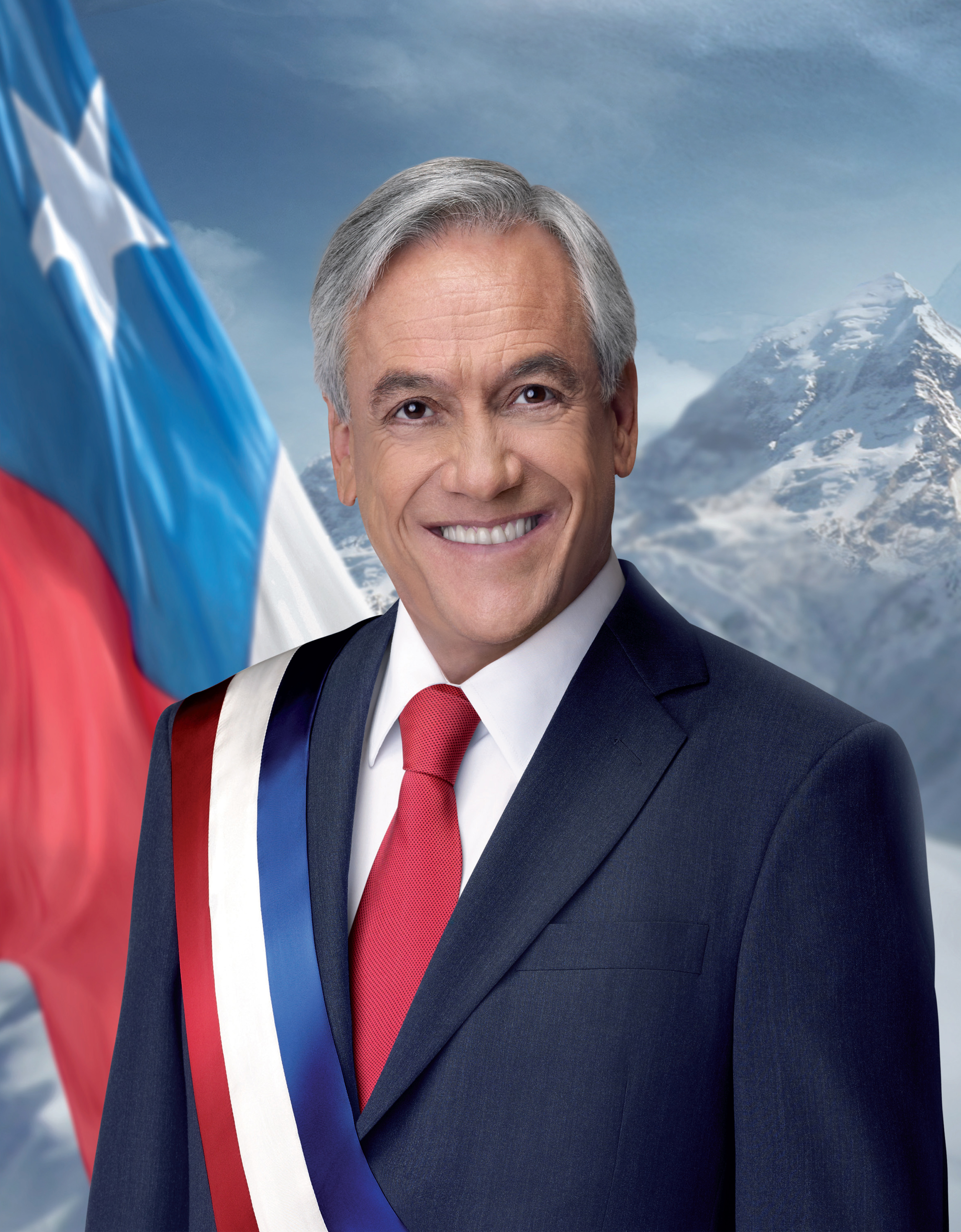
Sebastián Piñera, Presidente de Chile

### Descendencia de la panaca de Túpac Yupanqui
La panaca del inca Túpac Yupanqui apoyó a Huáscar en su enfrentamiento contra Atahualpa, por ello sería perseguida y diezmada parcialmente por los capitanes atahualpistas. No obstante, los sobrevivientes apoyaron a los conquistadores españoles y obtuvieron a cambio diversas mercedes y privilegios, además de cacicazgos en el Cuzco y el Alto Perú. Entre las diferentes ramas se encuentran:
1. Familia Cusicanqui. Caciques de Pacajes y Calacoto durante la época virreinal. Entre sus descendientes se encuentran los políticos bolivianos Silvia Rivera Cusicanqui y Hernán Siles Zuazo, expresidente del país altiplánico, y Felipe Cusicanqui, artista visual y pintor chileno.
2. Familia Fernández Cornejo, establecida originalmente en Arequipa y con presencia en Moquegua, Bolivia y Argentina. Descendían de la ñusta Catalina Páucar Ocllo,[3] hija del inca Túpac Hualpa, aunque del linaje de Túpac Yupanqui, a través de su nieta Mariana de Grado Maldonado casada con Diego Fernández Cornejo y del Carpio. Entre los descendientes documentados de esta pareja se encuentran los políticos argentinos José Antonino Fernández Cornejo, Héroe de la Independencia Argentina Marcelino Cornejo, Abraham Cornejo, Abel Cornejo, Hernán Hipólito Cornejo, Julio Cornejo, Lucio Cornejo Linares, Juan Carlos Cornejo Linares, Diputado y Mayor de Caballería Norberto Luis Cornejo Capobianco, el Historiador Dr. Atilio Cornejo Mollinedo,[4] Cantante y compositora Feli Colina Cornejo, Jorge Zorreguieta y la reina Máxima de los Países Bajos, además de los políticos peruanos Nicolás de Araníbar Fernández Cornejo, José Gregorio Paz Soldán, Toribio Pacheco y José Luis Bustamante y Rivero, incluyendo a los intelectuales y escritores igualmente peruanos: Mariano Eduardo de Rivero y Ustariz, los hermanos Mateo y Mariano Felipe Paz Soldán, Juan de Arona, José Santos Chocano y Mario Vargas Llosa.

### Descendencia de Bárbola Coya Yupanqui
A través de Bárbola Coya Yupanqui, sobrina (posible nieta) de Túpac Yupanqui y mujer del conquistador García Díaz de Castro, ha quedado una vasta descendencia establecida en Chile y Argentina, entre cuyas ramas se encuentran:
1. Familia Medina y Ramírez de Montalvo, establecida en Tucumán y con presencia en Argentina. Descendían del encomendero Diego de Medina y Díaz de Castro, hijo de Catalina Díaz de Castro Yupanqui y nieto por lo tanto del conquistador García Díaz de Castro y la palla Bárbola. Entre sus descendientes destacan los políticos argentinos Benjamín Villafañe y su hijo Benjamín Villafañe Chaves, Gregorio Aráoz de la Madrid, Eustoquio Diaz Velez, Bernabe Aráoz, Miguel Francisco Aráoz el Caudillo Federal Alejandro de la Cruz Figueroa Aráoz, el destacado empresario Mario Lacroix Figueroa; Ramas:[5] Aráoz Usandivaras, Aráoz Velarde, San Millan Figueroa, Figueroa Paz, Figueroa Peña, Cornejo Lacroix, así como el escritor Raúl Vera Ocampo.
2. Familia Prado y Medina, establecida originalmente en Tucumán y con presencia en Chile. Descendían de Petronila de Medina y Garnica, bisnieta de la palla Bárbola y nieta del conquistador Gaspar de Medina. Entre sus descendientes destacan Mateo de Toro Zambrano y los siguientes condes de la Conquista, a través de la familia Correa de Saa y Toro-Zambrano, así como Melchor Concha y Toro e Ignacio de la Carrera, padre de los hermanos Carrera, próceres de la independencia de Chile.
3. Familia Garmendia Alurralde, establecida originalmente en Tucumán y con presencia en Chile y Argentina. Descienden de Elena María Alurralde, madre de los patriotas tucumanos Ildefonso de las Muñecas y José Ignacio Garmendia y Alurralde, además de Luisa Garmendia Alurralde, esposa del general Francisco Antonio Pinto, tercer presidente de Chile y ancestros por lo tanto de importantes personajes chilenos como Aníbal Pinto, Manuel Bulnes Pinto, Gonzalo Bulnes, Fernando Ariztía Ruiz y Sebastián Piñera.

## Descendencia del inca Huayna Cápac

### Descendencia del inca Atahualpa
Investigaciones sustentan que el inca Atahualpa, hijo de Huayna Cápac, dejó una importante descendencia en el Ecuador. De la cual se podría nombrar al tronco familiar Proaño de Ecuador, pues el genearca de esta familia, el capitán Francisco Proaño de los Ríos, no dejó descendencia con su legítima esposa Agustina Suárez de Figueroa, pero sí la tuvo de su unión con Isabel Atahualpa Inca y María. Así dio inicio a la familia Proaño en el Ecuador. Sin embargo otras investigaciones afirman que este linaje se extinguió en el año de 1624. Lo cual estaría en duda, ya que actualmente existen descendientes de Francisco Proaño en el Ecuador y su única descendencia fue por medio de Isabel y María descendientes del Inca Atahualpa.

### Descendencia de Paullu Inca

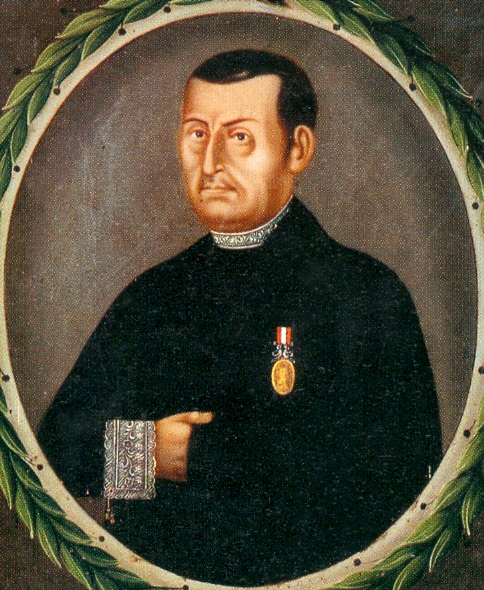
Justo Sahuaraura Inca, autor de los Recuerdos de la Monarquía Peruana (1850)

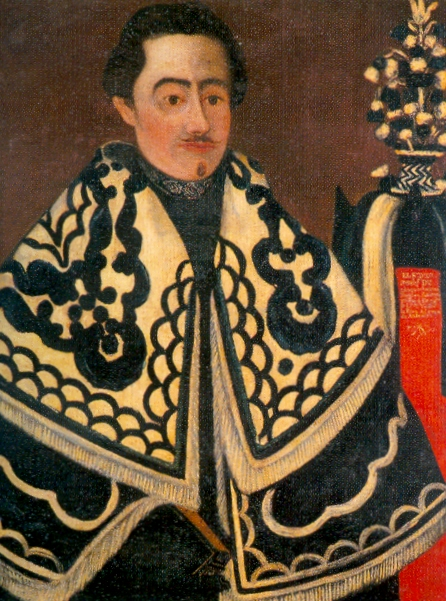
José Domingo Choquehuanca, escritor y político peruano de inicios de la República

Es el conjunto de los descendientes de Cristóbal Paullu Inca, hijo del emperador Huayna Cápac, de quien actualmente una de sus ramas detenta el mayorazgo o descendencia directa patrilineal. Tanto por su descendencia legítima como por sus hijos legitimados por el emperador Carlos V, tenemos las siguientes ramas:

#### Familia Obando Tito Atauchi
Son los descendientes de Quispe Topa Inka, que asumió el nombre colonial de Bartolomé Topa Atao o Quispe Tito Atauchi, quienes durante el siglo XVIII adoptaron el apellido Ramos Tito Atauchi y en el siglo XIX, el de Obando u Obando Titu Atauchi. Según el historiador John Hemming esta rama de la familia real incaica es el resultado de la unión de la descendencia de dos Casas Incas de mucha importancia o de dos hijos príncipes del emperador Huayna Capac: Paullo Inca y Titu Atauchi Inca. Sin embargo el estudio del genealogista Ronald Elward, refiere que más bien son descendientes del Canciller Titu Atauchi otro príncipe Inca hermano del emperador Huayna Capac Inca, cuya hija o nieta tuvo un hijo con el príncipe Paullo Inca, que fue legitimado por el emperador Carlos V, llamado Bartolomé Titu Atauchi. En la actualidad se destacan las siguientes 2 ramas principales:
- Rama Obando Titu Atauchi Inca. Descendientes de los nobles incas don Lizandro Obando (Titu Atauchi) Camero: cuyos hijos conocidos según la referida investigación del diario El Comercio de Lima, son Agripino Obando Chávez y Gregorio Obando Chávez. Herederos: Gladys Obando Montes, Sylvain Obando, Marie Angehelie Alarcón Obando, Ruth Obando Montes, José Luis Obando Montes, Jael Obando Montes, Joselyn Alarcón Obando, Tifany Zarate Obando.

- Rama Paredes Obando Titu Atauchi Inca. Descendientes del patricio intelectual cusqueño Luis Felipe Paredes Obando (Obando-Tito-Atauchi Inca): Herederos conocidos, según la citada investigación genealógica publicada en el diario El Comercio, son Teresa Paredes Tresierra, Nanci Paredes Tresierra y el abogado Fernando Zora-Carvajal Aguirre. Cabe resaltar que el citado Luis Felipe Paredes Obando, es además heredero testamentario de don Ángel Vega Enríquez (último descendiente público del linaje Betancourt Tupac Amaru). Actualmente entre los miembros más conocidos de este linaje, según información de esta familia descendiente del Emperador Inca Huayna Capac de la ciudad de Cusco, en el contexto internacional y nacional, se destacan el economista Carlos Paredes Gonzales, excandidato a la segunda vicepresidencia de la república del Perú, coordinador del Proyecto Sierra Productiva. Asimismo, se tiene a Antonio Maldonado Paredes, abogado penalista de fama internacional, especialista en Derechos Humanos y exprocurador anticorrupción de la república del Perú.
- Rama adicional Sahuaraura Tito Atauchi. Un miembro de los Ramos Tito Atauchi, se vinculó en el siglo XVIII con los Sahuaraura, caciques de Quispicanchis. Destacaron en el bando fidelista durante la Gran Rebelión tupamarista y su miembro más destacado, Justo Sahuaraura Inca, vivió a inicios de la República. Sin embargo, este tronco emparentado por matrimonio, en realidad según la visión andina de sucesión de los Ayllus y Panakas Reales de Cusco, es la descendencia más representativa de la Casa Real o linaje del emperador Pachacutec, abuelo del último sapam Inka Huayna Capac.

#### Familia Carlos Inca (diluida en ramas femeninas)
En el pasado la rama legítima y heredera de los bienes y beneficios otorgados por la Corona Española, que desde el siglo XVII se diluyo en la rama femenina (Bustamante Carlos Inca), que obtuvo diferentes mercedes y reconocimientos. Fundada por Carlos Inca y proseguida por su hijo Melchor Carlos Inca, ambos encomenderos y regidores del Cabildo del Cuzco, este último fue desterrado a España donde obtuvo el hábito de caballero de la Orden de Santiago. Dejó vasta descendencia ilegítima, como Juan Melchor Carlos Inca, así como hijas que prolongarían el apellido en el Cuzco virreinal.

#### Familia Choquehuanca
Conformada por los descendientes de Diego Chuquihuanca y posteriormente emparentada con importantes casas cacicales y linajes collas y aymaras. Sus principales miembros se establecieron en Azángaro ocupando la dignidad cacical, destacando entre ellos José Domingo Choquehuanca. En la actualidad pertenecen a esta rama reconocidos políticos bolivianos como David Choquehuanca y Víctor Hugo Cárdenas.

### Descendencia de Inés Huaylas Ñusta
A través de Quispe Sisa, bautizada como Inés Huaylas Yupanqui e hija del inca Huayna Cápac y, según unas fuentes, de la princesa Paccha Duchicela, Shyri XVI del Reino de Quito, y según otras de Contarguacho (señora de Anan Huaylas); unida sucesivamente con el marqués Francisco Pizarro y Francisco de Ampuero, quedó la siguiente descendencia:
1. Francisca Pizarro Yupanqui, Nacida en la provincia de Jauja, se estableció en España y contrajo matrimonio con su tío Hernando Pizarro. Sus descendientes obtuvieron el Marquesado de la Conquista, linaje en la actualidad extinto.
2. María Ana Isabel Josefa de Ampuero y Huaylas, casó en primeras nupcias con el rico hacendado Francisco de Valverde y Contreras-Ulloa, descendiente a su vez de Mafalda de la Cerda, del linaje de los Infantes de la Cerda, primogénitos de Alfonso X "El Sabio", rey de Castilla. Una de sus descendientes entroncó con los condes de las Lagunas, linaje al cual pertenece Fernando de Trazegnies Granda, actual V marqués de Torrebermeja.

En segundas nupcias, casó con Juan de Avendaño y Azurpay, hijo a su vez del conquistador Diego de Avendaño, caballero de la Orden de Santiago y de su mujer, la ñusta Juana Azurpay, hija del inca Huayna Cápac.
En Ecuador, Luis Felipe Atahualpa Duchicela (28ª generación del linaje Duchicela) es considerado un descendiente de la unión de Atahualpa con Paccha Duchicela.

## Descendencia de Manco Inca

### Casa de Santiago de Oropesa (extinta aproximadamente en 1740)
Se considera la descendencia femenina de Sayri Túpac, hijo de Manco Inca. A través de su hija Beatriz Clara Coya de Loyola (casada luego con Martín García Óñez de Loyola, conquistador de Chile y pariente de San Ignacio de Loyola); que luego continuaría su hija Ana María Lorenza García Sayri Túpac de Loyola (por haberse casado con Juan Enríquez de Borja, hijo del marqués de Alcañices y descendiente de San Francisco de Borja, y a través de esta sangre entroncarse con la más alta nobleza española como la Casa de Enríquez y, evidentemente, la Casa de Borja o Borgia, con título de Grandeza de España). La cual, luego de su matrimonio en 1614, recibió el título de Marquesa de Santiago de Oropesa.

## Descendencia de Túpac Amaru I
Considerados descendientes de Túpac Amaru I, último gobernante inca de Vilcabamba:

### Familia Betancur-Túpac Amaru (extinta en 1932)
Sostenían ser descendientes de Juan Tito quien contrajo matrimonio con Gabriela de Arce y procrearon a Manuela Túpac Amaru y Arce. Esta dama se casó con el criollo Bernardo de Betancur y Hurtado de Arbieto, cuyos hijas protagonizaron un sonado litigio reclamando el derecho a poseer el Marquesado de Santiago de Oropesa. Sin embargo, es probable que este linaje descienda en realidad de Alonso Tito Atauchi, otro nieto del emperador Huayna Cápac, puesto que José Gabriel Condorcanqui denominado Tupac Amaru, alegó en la Audiencia de Lima (en 1777) que falsificaron documentos e inclusive que arrancaron páginas de un libro bautismal para socavar la legítima posición de los Condorcanqui-Tupac Amaru. Tema confuso y rebatible. Dicho proceso judicial fue lamentable y produjo difamaciones mutuas entre las dos familias, por eso también se afirma que Condorcanqui era un impostor. Las opiniones son diversas, según José Antonio Del Busto no se demostró parentesco lineal alguno de los Betancur con los Túpac Amaru (Del Busto Duthurburu, 1981).
También perteneció a este linaje Trinidad Enríquez Ladrón de Guevara, mujer de letras, primera lideresa social feminista, y primera mujer universitaria de América del Sur. El último descendiente público de este interesante linaje Betancur-Túpac Amaru, fue Ángel Vega Enríquez, sobrino de la anterior, fundador del diario El Sol del Cusco, fallecido en 1932 tras una sacrificada y heroica vida en contra de los poderes que explotaban al pueblo indígena, además se le considera como el fundador e inspirador de la corriente ideológica indigenista cusqueña. Según referencia del historiador Manuel Jesús Aparicio, no tuvo descendencia o hijos, sin embargo dejó simbólicos herederos testamentarios, entre ellos los intelectuales cusqueños Rafael Aguilar Páez y Luis Felipe Paredes Obando. Linaje extinto por la rama Vega y Enríquez, tanto Ángel Vega Enríquez como Trinidad Enríquez no dejaron descendientes. Posiblemente existan otros descendientes de este histórico linaje inca de la alta nobleza, Betancur-Túpac Amaru, que se conservan en el anonimato, como la rama que durante los inicios de la república peruana apellidó Laza.

### Familia Condorcanqui-Túpac Amaru  (extinta en 1827)

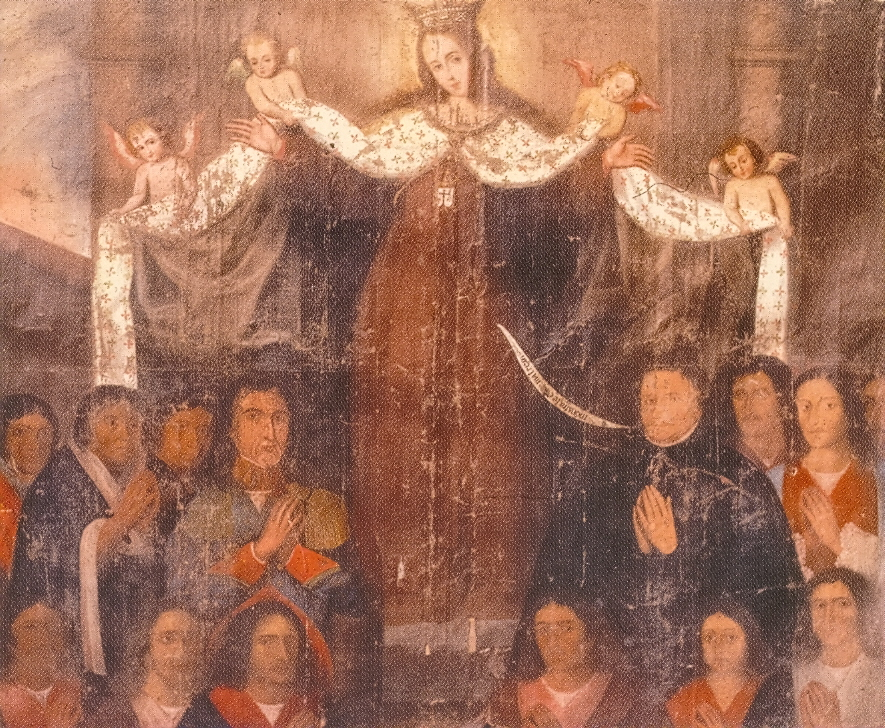
La familia Condorcanqui Túpac Amaru orando ante la Virgen del Carmen

Su principal representante fue el cacique rebelde José Gabriel Condorcanqui Noguera, además de sus parientes próximos como Diego Cristóbal Túpac Amaru y Andrés Túpac Amaru, entre otros. Descendientes de una hija natural de Felipe Túpac Amaru, último señor de Vilcabamba. Linaje posiblemente extinto en el año de 1827. José Gabriel Condorcanqui Noguera, precursor de la independencia peruana, peticionó a las autoridades judiciales del Virreinato ser reconocido como marqués de Oropesa, título que se le daba al posible heredero a la corona de los Incas. Además se atribuyó la corona Incaica en forma arbitraria pasando por encima de otros legítimos herederos a dicho magno título.  Esto causó la indignación del Consejo de los 24 Incas, representación corporativa legal y legítima colonial de los Incas con sede en la ciudad de Cusco, quienes se opusieron a Condorcanqui. Ni siquiera los más notables descendientes de los Incas de la ciudad de Cusco, se atrevieron a coronarse como Sapa Inca. La soberbia e individualismo del prócer de la independencia José Gabriel Condorcanqui produjo la división de los Incas y su enfrentamiento. Punto de inicio de la decadencia y pérdida de poder de la nobleza Incaica Colonial.

## Intentos de Reconstitución
En la década de 1990, el ingeniero Gregorio Alfredo Inca Roca Concha (quien afirma descender de Inca Roca) emprendió la búsqueda de los descendientes de las panacas reales incaicas para reunirlos en un "Consejo de la Nación Tawantinsuyana". En 2001 presentó al presidente Alejandro Toledo el “Proyecto de ley para la restauración de la nobleza inca del Tawantinsuyo”, la que tenía por objetivo conseguir el reconocimiento político de los descendientes incaicos por parte del Gobierno (de un modo análogo a la Casa Real Afroboliviana) y lograr la creación de un Congreso del Tawantinsuyo que se asemejara a la institución virreinal del Consejo de los 24 nobles electores incas. Se sabe que el proyecto fue rechazado. Así mismo a lo largo del siglo XXI han aparecido numerosos personajes y familias que se han atribuido un linaje nobiliario indígena, tanto en América como en la misma Europa, y algunas de ellas ya han empezado a buscar reconocimiento y restitución de mercedes.
En la década del 2010 otro grupo de supuestos descendientes incaicos crearon una institución neo-incasica otorgando títulos y condecoraciones a ciudadanos peruanos y extranjeros afines a su causa. Con ello, el Consejo de Nobles electores Incas se restituyó de dudosa manera en el siglo XXI, por un grupo de supuestos descendientes de Huiracocha Inca, Huayna Cápac, Quizu Yupanqui, Tito Atauchi, Paullu Inca y Pumacahua, quienes nombraron a la nueva institución como “Consejo de los 4 Electores Incas del Cuzco”, otorgando títulos y condecoraciones a ciudadanos peruanos y extranjeros afines a su causa a favor de la defensa del Patrimonio, como el investigador neerlandés Ronald Elward Haagsma en busca de los genes incas, o al escritor Demetrio Tupayupanqui por su traducción de la obra El Quijote al quechua. Incluso habrían logrado la restitución formal del Alférez Real de los Incas desde el 2021, eligiendo en 2023 a Juan Sebastián Velásquez Peláez, de la Panaca Atayupanqui-Pachacutec, como su alférez actualmente. Otras instituciones existentes son la de la ‘Panaca de Atawyupanqui Pachacuti’ y la ‘Panaca Sinchi Roca’; también existen los ‘Tisoc’ (herederos de Inca Lloqe Yupanqui), pero estos últimos no han querido usar el título "panaca".
Por otra parte, el Centro Cultural San Francisco Solano llego a proponer durante las Elecciones generales de Perú de 2021 un proyecto turístico donde descendientes comprobados de la Familia Real Incaica serían invitados a montar un campamento gigante en el Cuzco, en conjunto a los campamentos de otros representantes de distintas familias de la Nobleza indígena de todo el continente americano (incluyendo las Tribus Amazónicas que soliciten dejar de ser Pueblos aislados). Se prevería que se haga periódicamente una Ceremonia de Coronación con Mascapaicha para el reconocimiento legal de la Republica del Perú al jefe designado de la Familia Real Incaica (el Alférez Real de los Incas) según el mutuo acuerdo de las Panacas existentes, mientras se prevería que las Fuerzas Armadas del Perú brinden seguridad a dichos campamentos de tales Caciques restituidos, con el fin de evitar la politización de dichas representaciones indígenas por parte de movimientos Indigenistas y Socialistas, así como de cualquier potencial acto violento de Supremacistas blancos o de algún grupo Terrorista hostil.

### Cuestionamientos en el mundo académico
Frente a esto, la historiadora Rocío Quispe-Agnoli se ha mostrado algo escéptica, señalando en el 2021 que:

"yo dudo, para mí no hay suficiente evidencia […] Legalmente los descendientes dejan de existir con el fin de la colonia. No puedes firmar, ni marcar en tu documento 'yo soy' descendiente directo, luego de las independencias" basándose en los trabajos de Ella Dunbar Temple, entre otros autores, donde se pone en tela de juicio a la descendencia de los soberanos Incas y de otros nobles indígenas, debido a los fraudes documentales del periodo virreinal que se fueron descubriendo en los siglos XIX y XX, aquellos que se daban regularmente por casos de homonimia y suplantación de identidades.

“las falsificaciones testimonian el aprecio por los escudos, tras los cuales subyacía fervientemente la pretensión de simular nobleza. También se ha concluido como la reelaboración de reales cedulas, transmisiones orales y documentos pictográficos, se realizó con el propósito de engrandecer una figura […] al que se le hacía poseedor de un gran imperio que seguramente nunca tuvo. El objetivo debió ser la obtención de ciertas prerrogativas reales”.
Jaramillo, 2021

### Estudio genético de los Incas
La Universidad de San Martín de Porres emprendió en la década del 2010 un proyecto de investigación genético para identificar a los descendientes de los Incas en el Perú. Para la investigación se utilizaron muestras genéticas de 12 familias de los distritos de San Sebastián y San Jerónimo en Cuzco, porque según los investigadores “existen documentos en los cuales se indica que desde 1570 esas familias fueron reportadas con miembros de los linajes de los Incas". También se tomaron muestras de ADN de pobladores del lago Titicaca y de Pacaritambo. Los resultados preliminares indicaron que 18 personas están estrechamente relacionadas con las poblaciones nativas que habitan en el sur del Cuzco, así como en el altiplano peruano y el norte de Bolivia. "Lo que nos dice que los antepasados de los Incas vinieron de lago Titicaca haciendo escala en Pacaritambo".

"A la conclusión que hemos llegado es que la nobleza del Tahuantinsuyo desciende de dos linajes, uno de la zona del lago Titicaca en Puno y el otro de la montaña de Pacaritambo en el Cusco. Eso nos indica que las leyendas sobre la fundación se mantienen y que podrían ser un solo escenario."
Sandoval, 2018

Sin embargo hasta la fecha no se han encontrado los Mallquis (momia de un soberano fallecido) de los gobernantes Incas de la pre-conquista. Los investigadores señalaron que para certificar su trabajo, que hasta el momento es una teoría, deben de “buscar y ubicar el lugar donde probablemente yace el cuerpo o restos óseos de alguno de los Incas o de sus hijos […] cuando se consiga la información del ADN antiguo de los Incas, se podrá ver si coinciden o no, y así completar esa historia”.
Como se sabe los Mallquis de los Incas fueron remitidos a Lima alrededor de 1560, para ser exhibidos en el Hospital Real de San Andrés. Siendo registrados por última vez en 1638 por el clérigo Antonio de la Calancha quien escribió: “Estos son los cuerpos que envió el Licenciado Polo a Lima, en tiempo del primer Marqués de Cañete, y están en un corral del Hospital de San Andrés.”. Desde esa fecha se le ha perdido el rastro a los restos de los antiguos soberanos Incas.

"Acuérdome que llegué a tocar un dedo de la mano de Huayna Cápac; parecía que era de una estatua de palo, según estaba duro y fuerte. Los cuerpos pesaban tan poco que cualquiera indio los llevaba en brazos o en los hombros, de casa en casa de los caballeros que los pedían para verlos. Llevábanlos cubiertos con sábanas blancas; por las calles y plazas se arrodillaban los indios, haciéndoles reverencia, con lágrimas y gemidos; y muchos españoles les quitaban la gorra, porque eran cuerpos de Reyes, de lo cual quedaban los indios tan agradecidos que no sabían cómo decirlo"
Inca Garcilaso, XVII